# Saint-Martin-d'Entraunes
Pour les articles homonymes, voir Saint-Martin.
Saint-Martin-d’Entraunes est une commune française située dans le département des Alpes-Maritimes, en région Provence-Alpes-Côte d'Azur. Ses habitants sont appelés les Saint-Martinois. Sur le territoire de cette commune se trouve la petite station de sports d'hiver de Val Pelens, sur la route du col des Champs.

## Géographie
Saint-Martin-d'Entraunes est à 4,4 km de Villeneuve d'Entraunes, 5,6 d'Entraunes et 36,7 de Entrevaux.

### Géologie et relief
La commune se compose de 152,06 hectares de territoires agricoles (3,83 %) et 3 814,80 hectares de forêts et milieux semi-naturels (3 814,80 %).

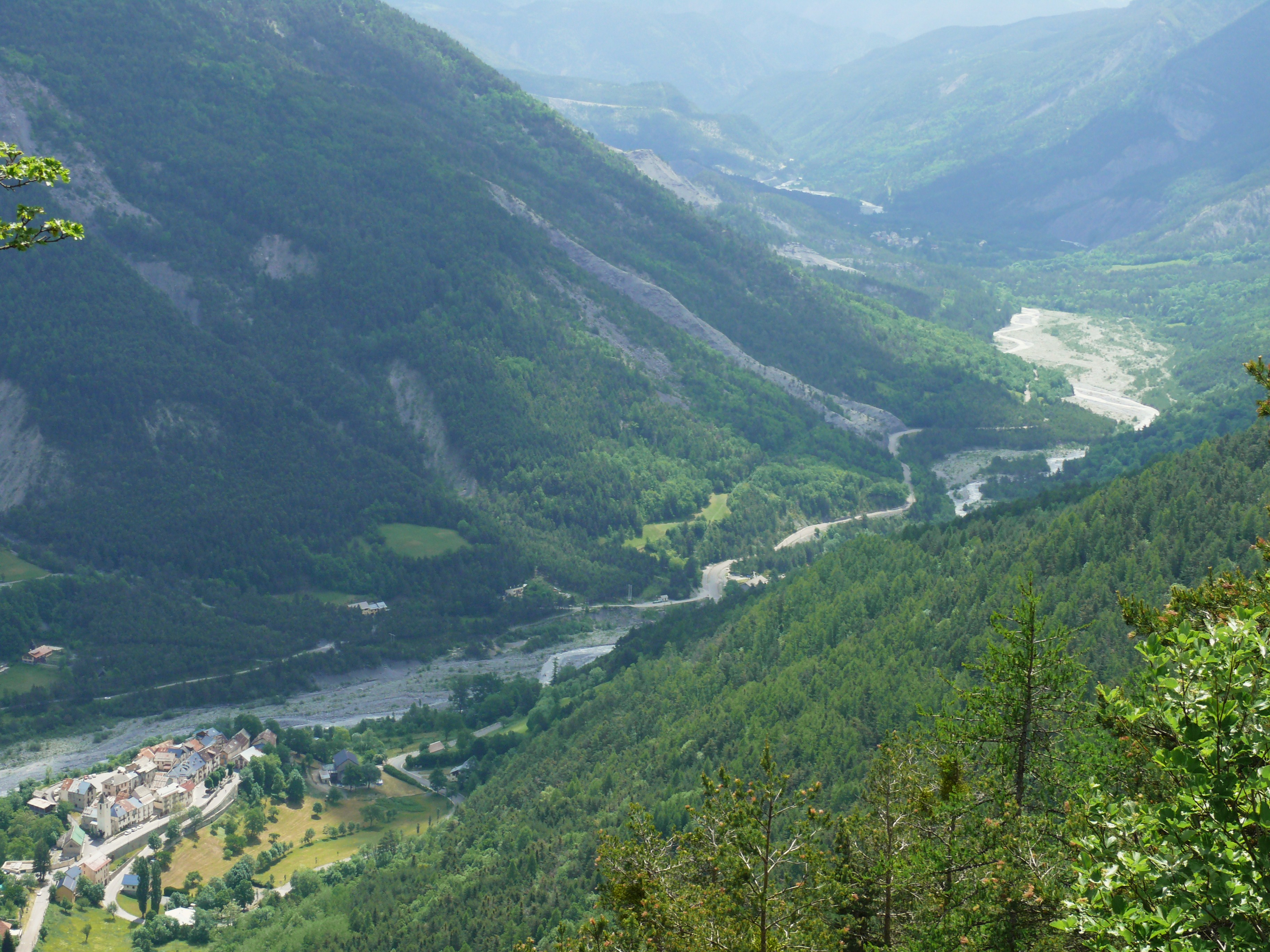
Saint-Martin-d'Entraunes et la vallée du Var
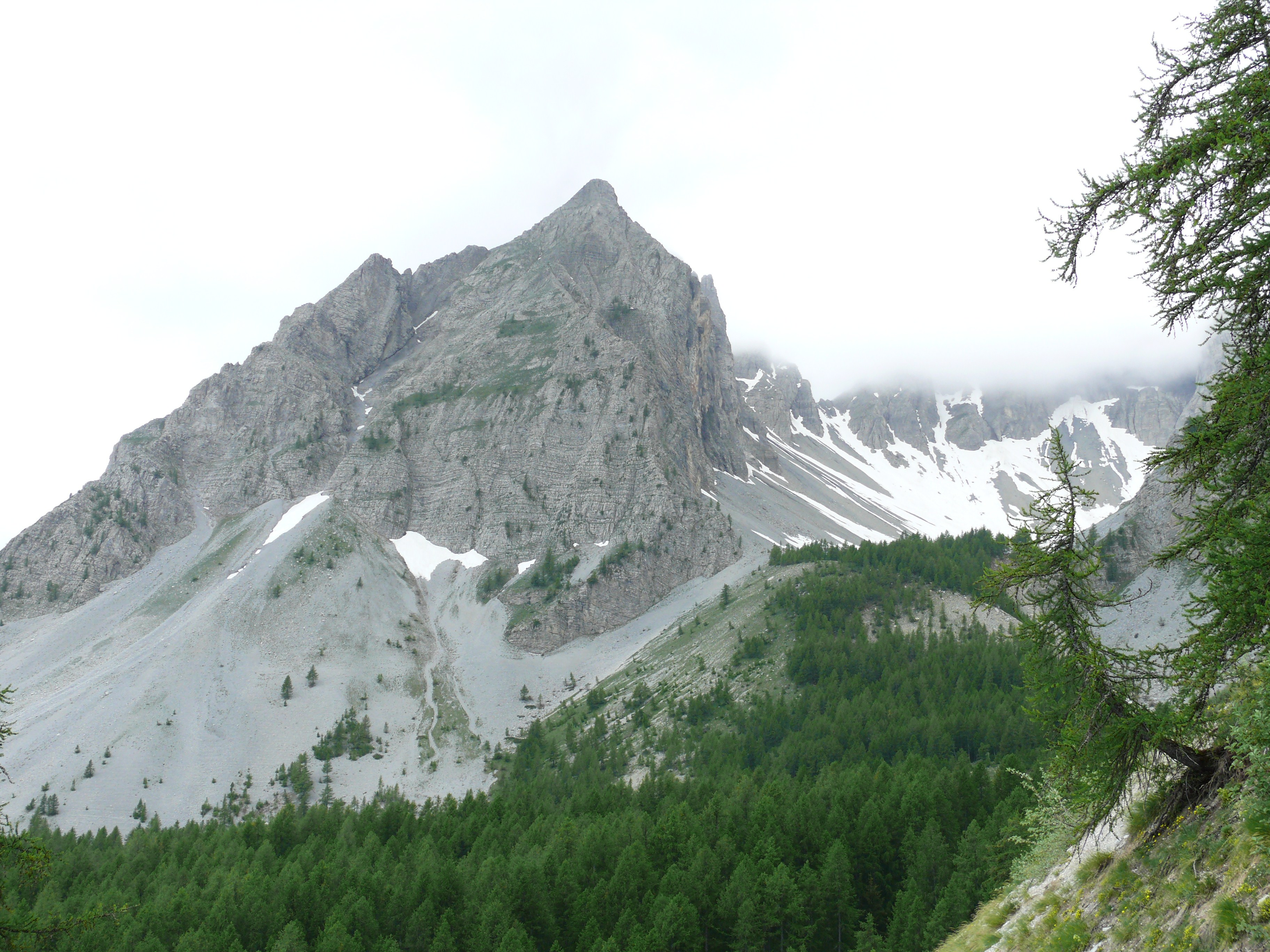
Aiguilles de Pelens

### Hameaux et lieux-dits
- Sussis (Le Clot)
- Sussis (Les Vallières)
- Sussis (Les Anous)
- Sussis (Le Cloutas)
- Les Filleuls
- Le Mounard
- Prapelet[3]
- Les Clots
- La Bérarde
- Les Blancs
- Les Bleillons
- Barbevieille
- Chambois
- Chastelonnette

### Communes limitrophes
| Colmars (Alpes-de-Haute-Provence)               | Entraunes                | Châteauneuf-d'Entraunes |
| Colmars (Alpes-de-Haute-Provence)               | Saint-Martin-d’Entraunes | Villeneuve-d'Entraunes  |
| Castellet-lès-Sausses (Alpes-de-Haute-Provence) | Villeneuve-d'Entraunes   | Villeneuve-d'Entraunes  |

### Climat
Pour des articles plus généraux, voir Climat de Provence-Alpes-Côte d'Azur et Climat des Alpes-Maritimes.
En 2010, le climat de la commune est de type climat de montagne, selon une étude du Centre national de la recherche scientifique s'appuyant sur une série de données couvrant la période 1971-2000. En 2020, Météo-France publie une typologie des climats de la France métropolitaine dans laquelle la commune est exposée à un climat de montagne ou de marges de montagne et est dans la région climatique  Alpes du sud, caractérisée par une pluviométrie annuelle de 850 à 1 000 mm, minimale en été. 
Pour la période 1971-2000, la température annuelle moyenne est de 9,7 °C, avec une amplitude thermique annuelle de 16,7 °C. Le cumul annuel moyen de précipitations est de 954 mm, avec 6 jours de précipitations en janvier et 7,2 jours en juillet. Pour la période 1991-2020, la température moyenne annuelle observée sur la station météorologique installée sur la commune au sommet de la pointe de la Figuilière à 1642 m d'altitude est de 9,1 °C et le cumul annuel moyen de précipitations est de 1 180,8 mm. 
La température maximale relevée sur cette station est de 34,1 °C, atteinte le 28 juin 2019 ; la température minimale est de −18,7 °C, atteinte le 15 février 2009,,. 
| Mois                                  | jan.           | fév.           | mars          | avril         | mai           | juin          | jui.          | août         | sep.          | oct.          | nov.          | déc.          | année      |
| ------------------------------------- | -------------- | -------------- | ------------- | ------------- | ------------- | ------------- | ------------- | ------------ | ------------- | ------------- | ------------- | ------------- | ---------- |
| Température minimale moyenne (°C)     | −1,8           | −2,3           | 0,1           | 2,9           | 6             | 10,3          | 12,9          | 12,9         | 9,1           | 5,8           | 1,8           | −0,6          | 4,8        |
| Température moyenne (°C)              | 1,7            | 1,6            | 4,3           | 7,4           | 10,8          | 15,3          | 18,2          | 18,2         | 13,8          | 9,9           | 5,1           | 2,7           | 9,1        |
| Température maximale moyenne (°C)     | 5,2            | 5,4            | 8,5           | 11,9          | 15,7          | 20,3          | 23,5          | 23,6         | 18,6          | 13,9          | 8,3           | 6             | 13,4       |
| Record de froid (°C) date du record   | −10,4 31.01.10 | −18,7 15.02.09 | −8,8 10.03.10 | −6,4 02.04.22 | −3,5 05.05.19 | 2,8 09.06.13  | 2,9 15.07.16  | 4,6 22.08.07 | 0,3 27.09.07  | −4,9 28.10.12 | −8,3 27.11.10 | −11 16.12.10  | −18,7 2009 |
| Record de chaleur (°C) date du record | 18,8 01.01.22  | 20,2 01.02.16  | 20 10.03.17   | 23,4 09.04.11 | 27 23.05.09   | 34,1 28.06.19 | 32,3 18.07.23 | 32 22.08.23  | 26,5 04.09.23 | 25,6 07.10.09 | 22,3 11.11.15 | 18,2 30.12.21 | 34,1 2019  |
| Précipitations (mm)                   | 81,8           | 77,1           | 75            | 111           | 119           | 93,5          | 62,4          | 55,6         | 62,1          | 140           | 195           | 108,3         | 1 180,8    |

| Diagramme climatique                                  |             |          |            |          |              |              |              |             |            |           |            |
| J                                                     | F           | M        | A          | M        | J            | J            | A            | S           | O          | N         | D          |
| 5,2−1,881,8                                           | 5,4−2,377,1 | 8,50,175 | 11,92,9111 | 15,76119 | 20,310,393,5 | 23,512,962,4 | 23,612,955,6 | 18,69,162,1 | 13,95,8140 | 8,31,8195 | 6−0,6108,3 |
| Moyennes : • Temp. maxi et mini °C • Précipitation mm |             |          |            |          |              |              |              |             |            |           |            |

Les paramètres climatiques de la commune ont été estimés pour le milieu du siècle (2041-2070) selon différents scénarios d'émission de gaz à effet de serre à partir des nouvelles projections climatiques de référence DRIAS-2020. Ils sont consultables sur un site dédié publié par Météo-France en novembre 2022.

## Urbanisme

### Typologie
Au 1er janvier 2024, Saint-Martin-d'Entraunes est catégorisée commune rurale à habitat très dispersé, selon la nouvelle grille communale de densité à 7 niveaux définie par l'Insee en 2022.
Elle est située hors unité urbaine et hors attraction des villes,.

### Occupation des sols
L'occupation des sols de la commune, telle qu'elle ressort de la base de données européenne d’occupation biophysique des sols Corine Land Cover (CLC), est marquée par l'importance des forêts et milieux semi-naturels (96,2 % en 2018), en diminution par rapport à 1990 (97,2 %). La répartition détaillée en 2018 est la suivante : 
forêts (39 %), espaces ouverts, sans ou avec peu de végétation (34,7 %), milieux à végétation arbustive et/ou herbacée (22,5 %), zones agricoles hétérogènes (3,8 %).
L'évolution de l’occupation des sols de la commune et de ses infrastructures peut être observée sur les différentes représentations cartographiques du territoire : la carte de Cassini (XVIIIe siècle), la carte d'état-major (1820-1866) et les cartes ou photos aériennes de l'IGN pour la période actuelle (1950 à aujourd'hui).

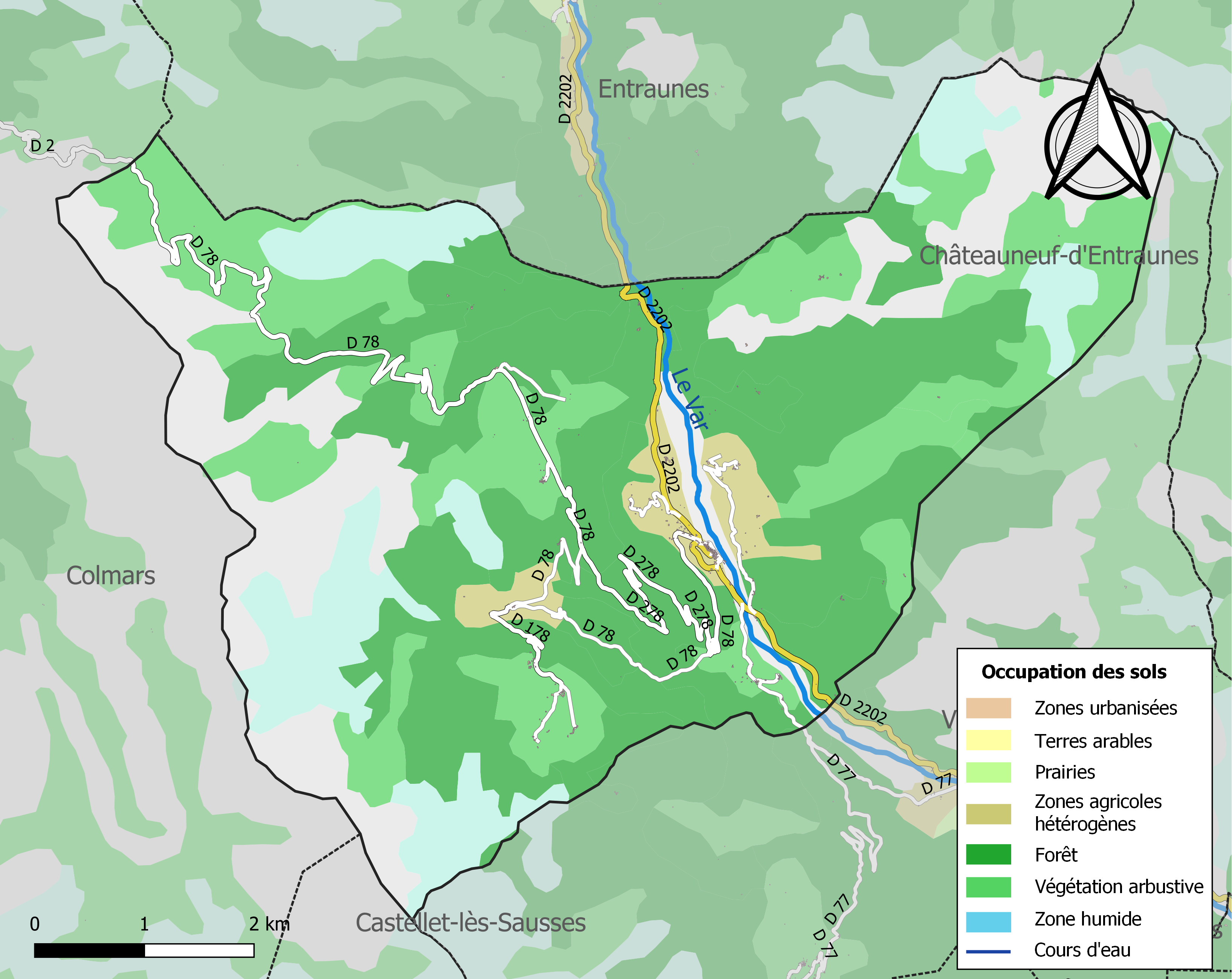
Carte de l'occupation des sols de la commune en 2018 (CLC).

## Économie

### Entreprises et commerces

#### Agriculture
- Culture de légumes, de melons, de racines et de tubercules.
- Élevage d'ovins et de caprins.
- Élevage d'autres bovins et de buffles.
- Élevage de vaches laitières.

#### Tourisme
- Hébergements et restauration à Guillaumes, Valberg, Auron, Beuil.

#### Commerces
- Commerces et services de proximité[15].

## Histoire
Après la conquête romaine (achevée en 14 av. J.-C.), Auguste organise les Alpes en provinces. Le territoire de l’actuelle commune de Saint-Martin dépend de la province des Alpes-Maritimes et est rattaché à la civitas de Glanate (Glandèves). À la fin de l’Antiquité, le diocèse de Glandèves reprend les limites de cette civitas.
Après la mort de la reine Jeanne, le val d'Entraunes choisit de rendre hommage en 1388 au comte de Savoie et de ne plus reconnaître le comte de Provence de la maison d'Anjou comme suzerain légitime.
Au XIXe siècle, la commune connaît un certain essor grâce au tissage de la laine. La première fabrique est ouverte à la fin des années 1810 par François Ollivier dans son hameau natal des Clots, sur le modèle de celles du Haut-Verdon voisin.

## Politique et administration
| Période | Période        | Identité             | Étiquette | Qualité                                     |
| ------- | -------------- | -------------------- | --------- | ------------------------------------------- |
| 1900    | 1904           | Aimé Ollivier        |           | fabricant de draps, Les Clots               |
| 1904    | 1912           | Jean-Baptiste Blanc  |           | propriétaire, Prapelet                      |
| 1912    | 1913           | César Liautaud       |           | instituteur retraité, Nice                  |
| 1913    | 1935           | Joseph Liautaud      |           | propriétaire, le Village et Chastelonnette  |
| 1935    | 1940 (révoqué) | Norbert Liautaud     |           | propriétaire, le Village et Chastelonnette  |
| 1941    | 1945           | Alfred Ollivier      |           | propriétaire, Les Clots                     |
| 1945    | 1977           | Raoul Marchetti      |           | agent immobilier, Monaco                    |
| 1977    | 1989           | Guido Fotré          |           | fonctionnaire européen retraité, Las Pineas |
| 1989    | 2001           | Jean Roux            |           | chef d'entreprise, Nice                     |
| 2001    | 2014           | Bertrand Leflon      |           | instituteur retraité, Les Clots             |
| 2014    | En cours       | Jean-Claude Autheman |           | retraité, Sussis/Cloutas                    |

Depuis le 1er janvier 2014, Saint-Martin-d'Entraunes fait partie de la communauté de communes des Alpes d'Azur. Elle était auparavant membre de la communauté de communes de Cians Var, jusqu'à la disparition de celle-ci lors de la mise en place du nouveau schéma départemental de coopération intercommunale.

### Budget et fiscalité 2023

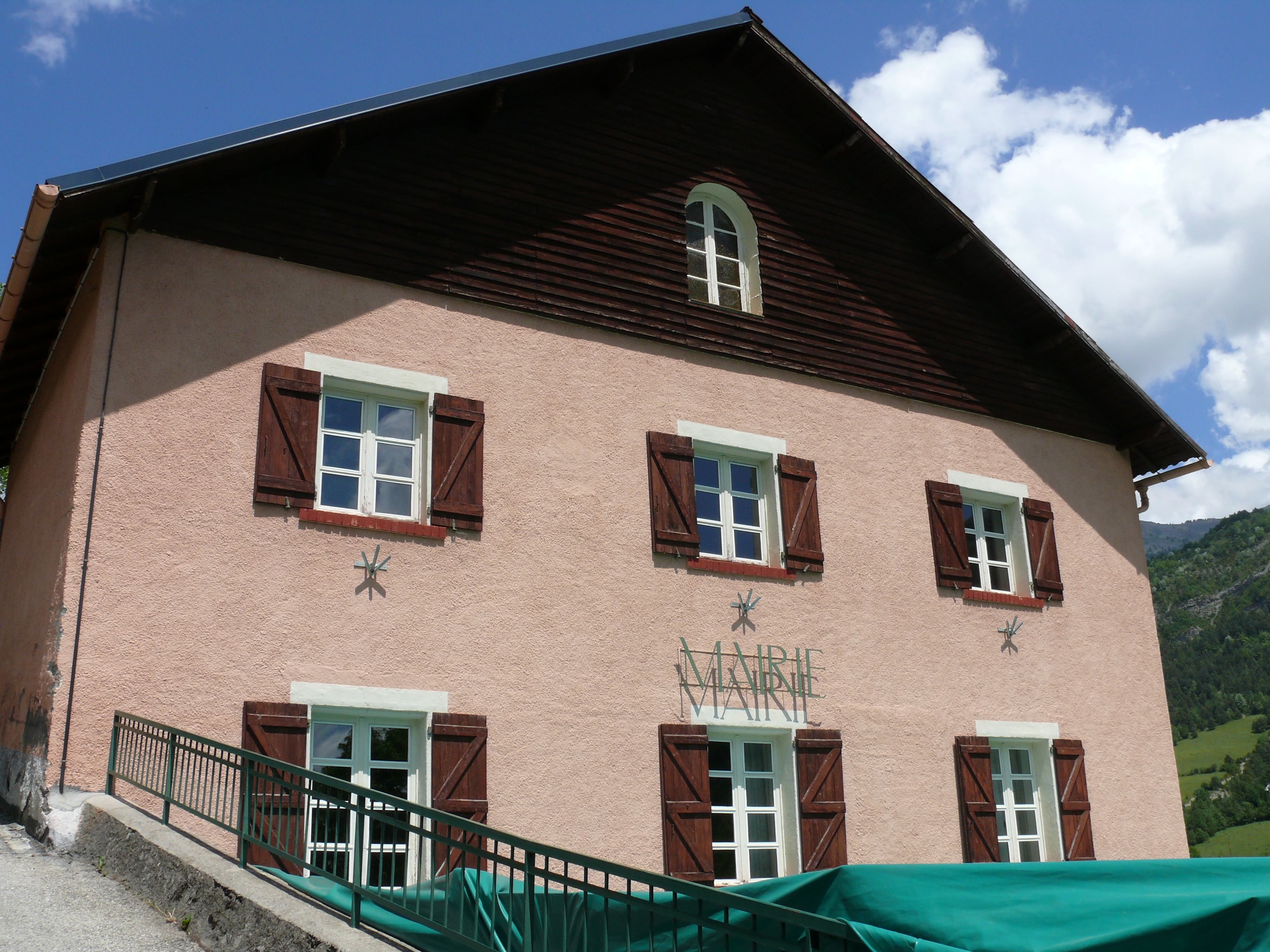
La mairie.

En 2023, le budget de la commune était constitué ainsi :
- total des produits de fonctionnement : 346 000 €, soit 2 165 € par habitant ;
- total des charges de fonctionnement : 271 000 €, soit 1 693 € par habitant ;
- total des ressources d'investissement : 473 000 €, soit 2 957 € par habitant ;
- total des emplois d'investissement : 177 000 €, soit 1 103 € par habitant ;
- endettement : 395 000 €, soit 2 466 € par habitant.

Avec les taux de fiscalité suivants :
- taxe d'habitation : 21,30 % ;
- taxe foncière sur les propriétés bâties : 22,93 % ;
- taxe foncière sur les propriétés non bâties : 18,94 % ;
- taxe additionnelle à la taxe foncière sur les propriétés non bâties : 0,00 % ;
- cotisation foncière des entreprises : 0,00 %.

Chiffres clés Revenus et pauvreté des ménages en 2021 : médiane en 2021 du revenu disponible, par unité de consommation.

## Population et société

### Démographie

#### Évolution démographique
L'évolution du nombre d'habitants est connue à travers les recensements de la population effectués dans la commune depuis 1793. Pour les communes de moins de 10 000 habitants, une enquête de recensement portant sur toute la population est réalisée tous les cinq ans, les populations de référence des années intermédiaires étant quant à elles estimées par interpolation ou extrapolation. Pour la commune, le premier recensement exhaustif entrant dans le cadre du nouveau dispositif a été réalisé en 2008.

En 2022, la commune comptait 146 habitants, en évolution de +11,45 % par rapport à 2016 (Alpes-Maritimes : +2,85 %, France hors Mayotte : +2,11 %).
| 1793 | 1800 | 1806 | 1822 | 1838 | 1848 | 1858 | 1861 | 1866 |
| ---- | ---- | ---- | ---- | ---- | ---- | ---- | ---- | ---- |
| 500  | 440  | 546  | 621  | 709  | 631  | 616  | 623  | 636  |

| 1872 | 1876 | 1881 | 1886 | 1891 | 1896 | 1901 | 1906 | 1911 |
| ---- | ---- | ---- | ---- | ---- | ---- | ---- | ---- | ---- |
| 584  | 559  | 550  | 514  | 514  | 486  | 453  | 504  | 477  |

| 1921 | 1926 | 1931 | 1936 | 1946 | 1954 | 1962 | 1968 | 1975 |
| ---- | ---- | ---- | ---- | ---- | ---- | ---- | ---- | ---- |
| 356  | 310  | 296  | 306  | 218  | 188  | 177  | 172  | 115  |

| 1982 | 1990 | 1999 | 2006 | 2008 | 2013 | 2018 | 2022 | - |
| ---- | ---- | ---- | ---- | ---- | ---- | ---- | ---- | - |
| 113  | 113  | 88   | 85   | 84   | 112  | 152  | 146  | - |

### Enseignement
Établissements d'enseignements :
- Écoles maternelles et primaires à Entraunes.
- Collèges à Saint-Étienne-de-Tinée, Annot.
- Lycées à Barcelonnette, Valdeblore.

### Santé
Professionnels et établissements de santé :
- Médecins à Péone, Allos, Colmars.

### Cultes
- Culte catholique, Paroisse Saint-Jean-Baptiste[28],[29], Diocèse de Nice.

## Culture locale et patrimoine

### Lieux et monuments

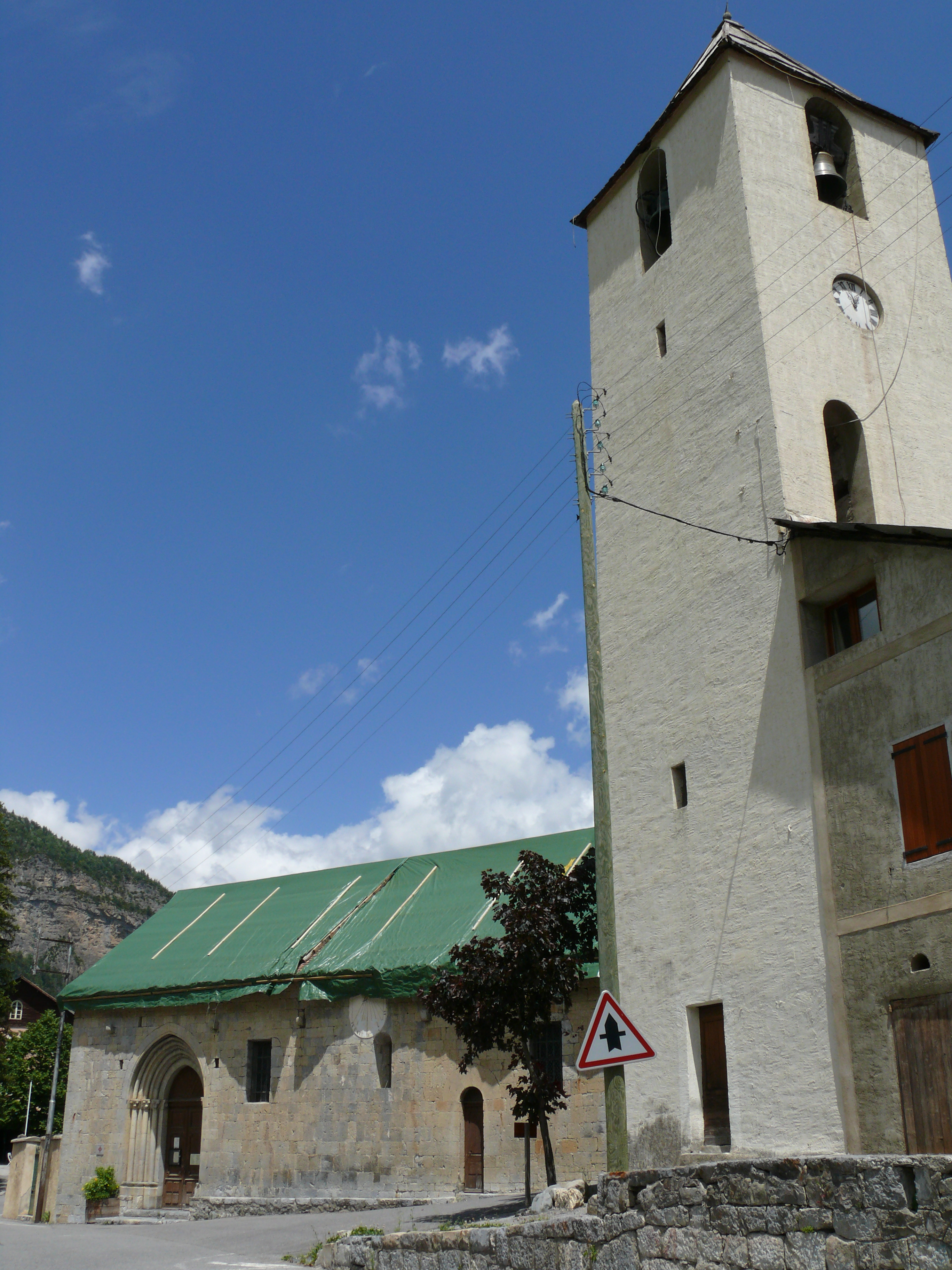
Église Saint-Martin et le clocher
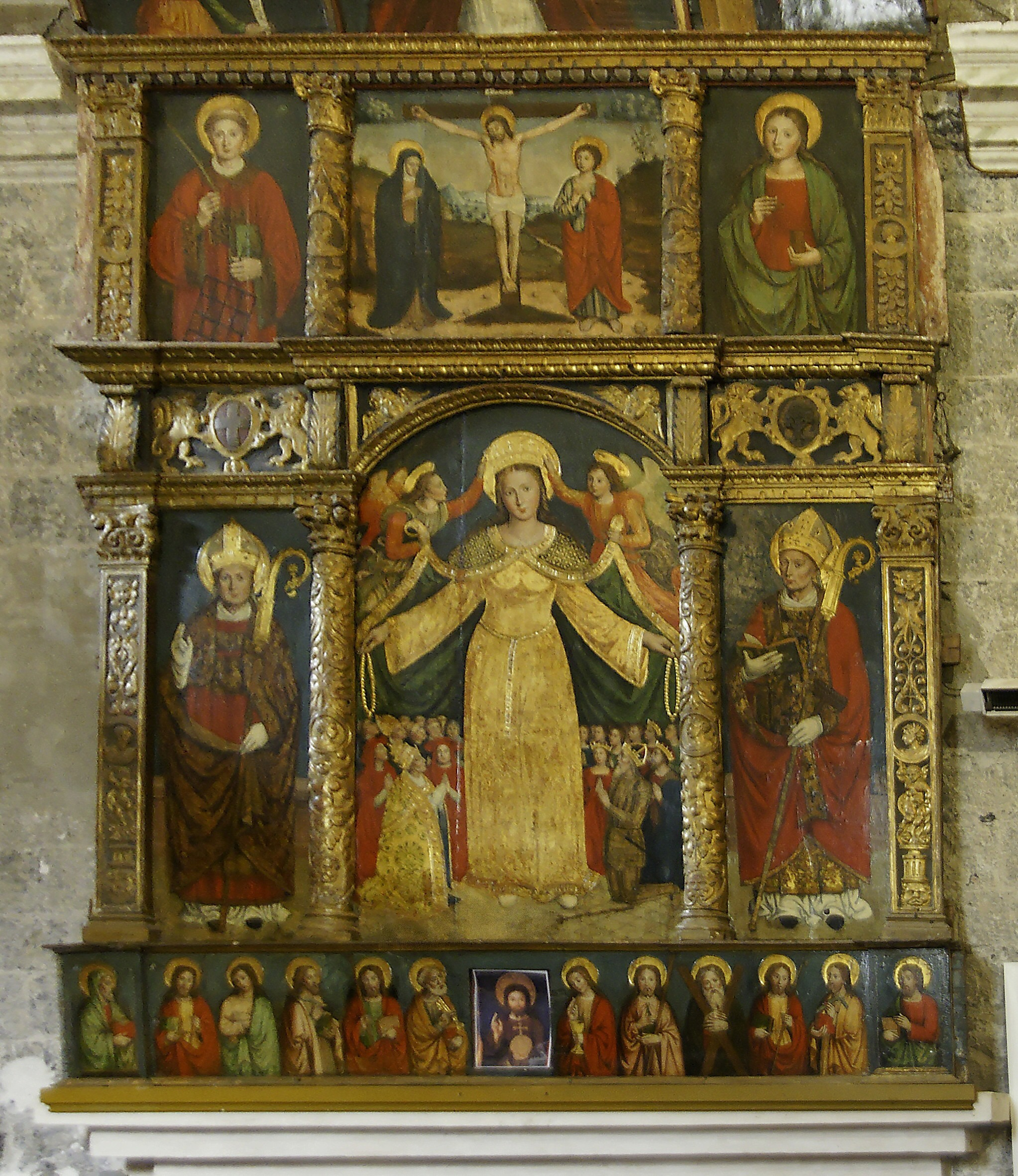
Retable de la Vierge de Miséricorde par Francesco Brea (1555).
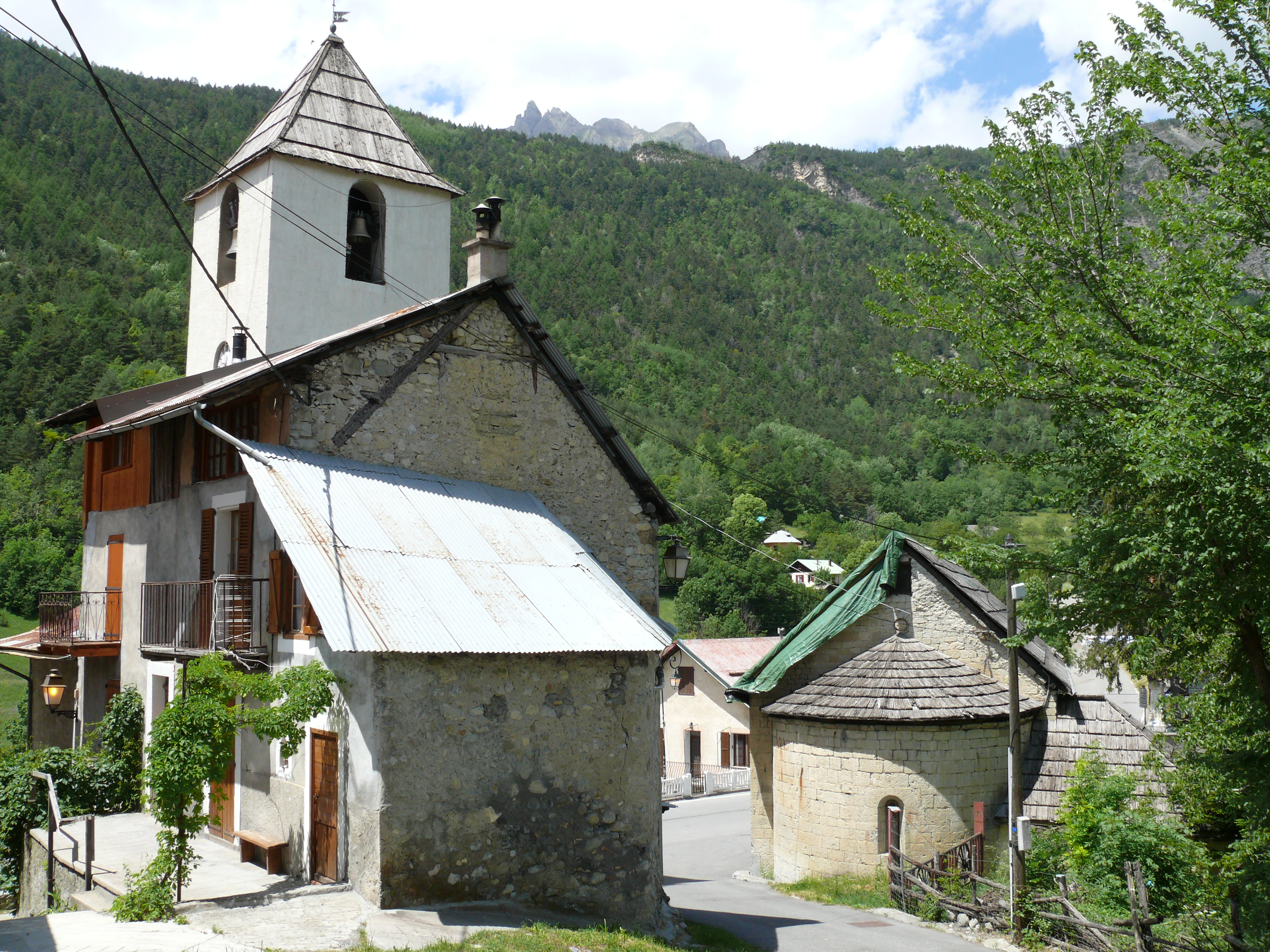
Église Saint-Martin et clocher
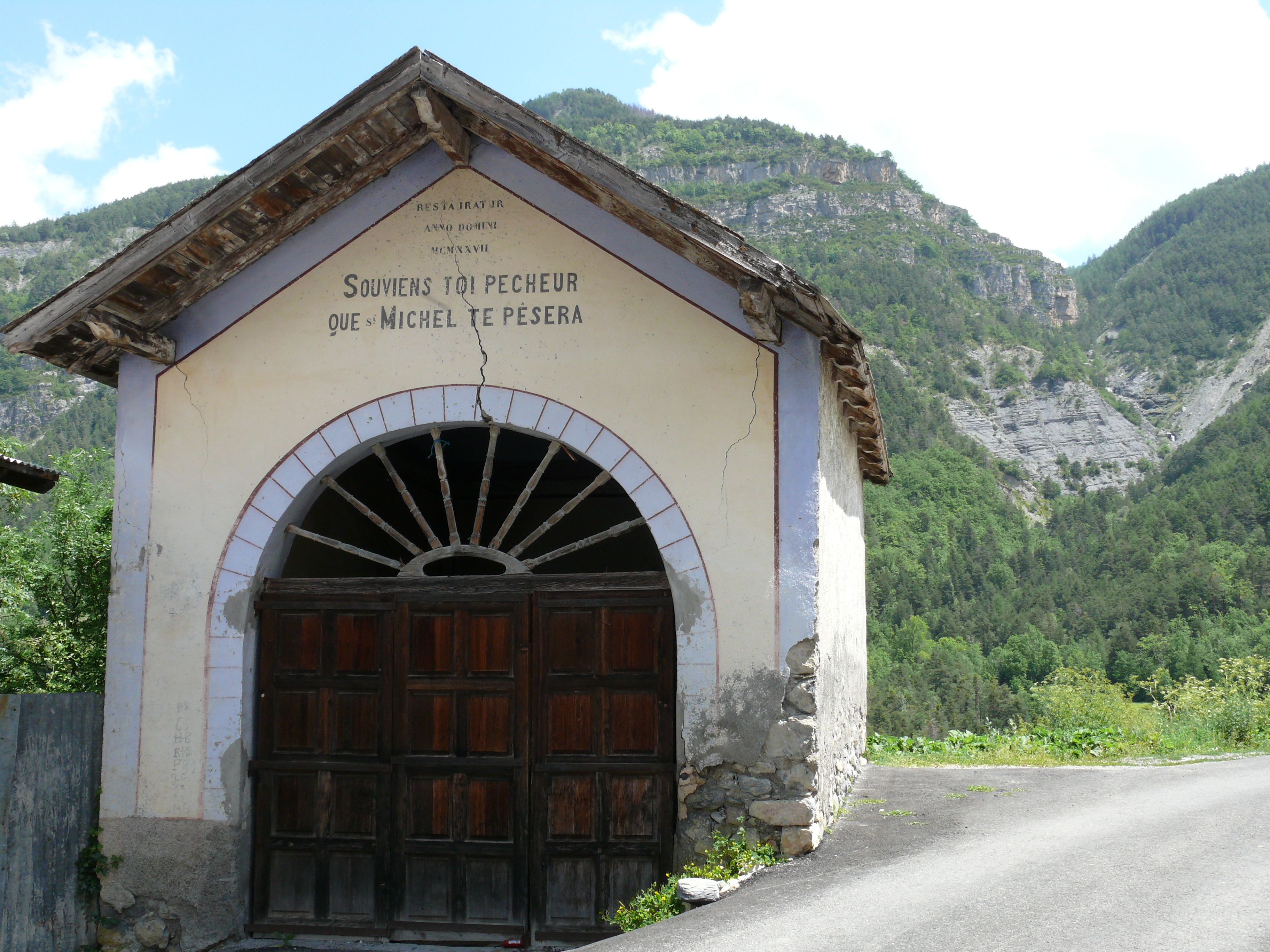
Chapelle Saint-Guilhem

- Église Saint-Martin, de style roman provençal, datant du XIIIe siècle[30] inscrite sur l'inventaire supplémentaire des monuments historiques par arrêté du 15 mai 1926, à l'architecture dépouillée et à nef unique[31],[32],[33],[34].
- Le clocher roman séparé de l'église, a peut-être été une tour de guet, à côté de la place du Fort.
- Chapelles :

La chapelle Saint-Guilhem, proche de la place du Fort. Le fronton restauré en 1927, à la suite d'un incendie, porte la phrase « Souviens-toi pécheur, que saint Michel te pèsera ».
Chapelle Saint-Jean de Saint-Martin d'Entraunes.
Chapelle Saint-Barnabé de Saint-Martin d'Entraunes.
Chapelle Saint-Jacques du Serre.
Chapelle Saint-Maurice des Filleuls.
- Monument aux morts[36].
- Patrimoine rural :

Habitat pastoral,.
Ancien moulin.

### Héraldique
| Blason de Saint-Martin-d'Entraunes | Blason  | D’argent à un noyer de sinople terrassé au naturel, le tronc chargé d’une croix de gueules. |
| Blason de Saint-Martin-d'Entraunes | Détails |                                                                                             |

## Personnalités liées à la commune
- La famille Payany, dynastie de notaires sur huit générations successives, de Clément en 1527 à Jean-Baptiste en 1852 - en passant par Pierre, Jean-Antoine, Gaspard, César, Joseph et, à nouveau, César[41].
- La famille Ollivier qui, sur près d'un siècle et trois générations - François, Césaire, Aimé - a fait fonctionner une fabrique de draps dans le hameau des Clots, sur les bords du Var. Elle a définitivement fermé en 1906.
- Le chevalier niçois Victor de Cessole (1859-1941) qui a le premier, le 16 août 1905, effectué l'ascension de la Grande aiguille de Pelens (2 523 m) jusqu'alors considérée inaccessible[42].